# 免入息審查資助計劃
免入息審查資助計劃，英語：Non-means-tested Subsidy Scheme for Self-financing Undergraduate Studies，簡稱：NMTSS，是香港政府於2017/18學年起實施的專上課程資助計劃，為修讀香港合資格院校開辦的全日制經本地評審本地及非本地自資首年學士學位及銜接學位課程的合資格學生提供免入息審查的學費資助，該資助計劃是行政長官於2017年7月5日公佈的優質教育新資源的優先實行措施之一，已於7月19日獲香港立法會財務委員會通過。該計劃的涵蓋範圍為在香港開辦本地認可全日制學士學位課程的自資院校，海外院校在香港開辦的學士學位課程如能通過香港學術及職業資歷評審局的檢定，並確認符合學士學位資格亦可申請納入資助計劃。另一方面為免出現雙重資助及定位不清，本地自資院校所開辦的課程如已納入指定專業／界別課程資助計劃(SSSDP)，或接受教資會資助的院校及其下經營的自資部門所營辦的課程，均未獲納入該資助計劃。

## 資助金額及發放
資助計劃於2017/18學年生效，每名學生每學年可獲定額的資助金，亦包括已入讀合資格課程的舊生，資助金在合資格課程的正常修業期內發放，學生只需支付扣除資助金額後的學費，資助金將按實際入讀相關課程的合資格學生人數直接發放予參與院校，而有需要的學生仍可就其實際應繳交的學費申請學生資助。資助計劃的資助金額將跟隨綜合消費物價指數而調整，計劃於2017/18學年開始時的資助金額為每名學生30,000港元，於2018/19學年的資助額增至30,800港元。在2019/20學年增至$31,300港元，2020/21學年再增加到$32,100港元。

## 合資格院校
在資助計劃下的合資格院校均為自資院校，包括依據專屬條例而成立並以自資營運的法定院校、按香港法例第320章《專上學院條例》註冊的私立院校、職業訓練局轄下的自資院校，以及根據香港法例第279章《教育條例》註冊並在香港提供本地認可學位課程的海外院校。由於受教資會資助的院校已有經常性的資助，教資會資助院校所經營的屬下自資部門並非依據第320章《專上學院條例》個別註冊，而是附屬於開設該等自資部門的院校，其成立所需的資金和經營盈餘出現互相調撥，使用設施的租金及課程評核的費用亦需支付給開設該等自資部門的教資會資助院校，如再接受本資助計劃的補助會發生重複資助及角色衝突，因此受教資會資助的院校及其所屬以自資營運的學院都不符合資格，政府亦認為有需要檢討這些由教資會資助院校所經營的自資部門的定位和角色。至於香港大學設立的明德學院是按香港法例第320章《專上學院條例》註冊，職業訓練局轄下的香港高等教育科技學院和才晉高等教育學院亦是由香港學術及職業資歷評審局評審資歷，因此這三所由法定機構設立的院校所開辦的課程符合資格。資助計劃於2017/18學年推出時共有15所合資格院校，於2018/19學年增至16所。
合資格院校（依校名的英文拼寫排列）：
- 明德學院
- 珠海學院
- 香港伍倫貢學院 本地及非本地課程
- 宏恩基督教學院
- 港專學院
- 香港藝術學院 非本地課程
- 香港科技專上書院 非本地課程
- 香港能仁專上學院
- 香港樹仁大學
- 香港恒生大學
- 香港都會大學
- 聖方濟各大學
- 才晉高等教育學院 非本地課程
- 香港高等教育科技學院
- 東華學院
- 耀中幼教學院

## 受計劃資助的學生資格
資助計劃提供免入息審查資助予香港學生，但不包括外地學生、持有學士學位的人士或正修讀政府資助的學士學位或副學位課程的人士。

## 外部連結
- 免入息審查資助計劃 NMTSS（页面存档备份，存于）